# Cherokee megye (Georgia)
Cherokee megye az Amerikai Egyesült Államokban, azon belül Georgia államban található. Megyeszékhelye Canton, legnagyobb városa Woodstock. Lakosainak száma 266 620 fő (2020. április 1.). Cherokee megye Pickens, Cobb, Fulton, Dawson, Forsyth, Bartow és Gordon megyékkel határos.

## Népesség
A megye népességének változása:
| Lakosok száma | 215 225 | 217 850 | 220 973 | 225 106 | 235 900 | 266 620 |
|               | 2010    | 2011    | 2012    | 2013    | 2015    | 2020    |